# Università della Macedonia
L'Università della Macedonia (in greco: Πανεπιστήμιο Μακεδονίας Οικονομικών και Κοινωνικών Επιστημών o Πανεπιστήμιο Μακεδονίας, "Panepistímio Makedonías") è la seconda istituzione di insegnamento superiore attiva a Salonicco. È suddivisa in dieci dipartimenti, specializzati in scienze economiche, sociali e politiche.

## Descrizione
Prima del 1991, era conosciuta come "Scuola Superiore di Studi Industriali di Salonicco" (in greco: Ανωτάτη Σχολή Βιομηχανικών Σπουδών Θεσσαλονίκης, "Anotati Viomihaniki Sholi Thessalonikis"). Dopo il cambio del nome (e della località), più reparti sono stati aggiunti per ampliarne l'offerta e la gestione economica.